# Наве (Порденоне)
Наве је насеље у Италији у округу Порденоне, региону Фурланија-Јулијска крајина.
Према процени из 2011. у насељу је живело 818 становника. Насеље се налази на надморској висини од 27 м.